# Noicàttaro
Noicàttaro est une ville italienne de la ville métropolitaine de Bari, dans la région des Pouilles.

## Administration
| Période                                  | Période    | Identité            | Étiquette           | Qualité |
| ---------------------------------------- | ---------- | ------------------- | ------------------- | ------- |
| 19 juin 2016                             | (en cours) | Raimondo Innamorato | Mouvement 5 étoiles | Maire   |
| Les données manquantes sont à compléter. |            |                     |                     |         |

### Communes limitrophes
Bari, Capurso, Casamassima, Cellamare, Mola di Bari, Rutigliano, Triggiano.